# Los trobadors moderns
Los trobadors moderns (Barcelona: Llibreria Nacional y Estrangera de Salvador Manero, 1859), és una antologia o recull de poesies catalanes publicada per Salvador Manero, fruit de l'èxit de la publicació, l'any anterior, de Los trobadors nous. Aquest recull (de 24 autors i 70 poemes) és obra de Víctor Balaguer, que pretengué donar-li un caràcter més progressista que la del compilador de Los trobadors nous, Antoni de Bofarull. Inclou composicions, entre d'altres, de Manuel Angelon, Miquel Victorià Amer, Víctor Balaguer, Josep Bernat Baldoví, Francesc Pelagi Briz, Josep Anselm Clavé, Guillem Forteza i Eduard Vidal i Valenciano.